# Albert von Keller
Albert Keller, et à partir de 1898 Albert von Keller, né le 27 avril 1844 à Gais et mort le 14 juillet 1920, est un peintre munichois d'origine suisse.

## Biographie
Sa famille s'installe à Munich, lorsqu'il a dix ans. Il y étudie le droit, mais il se tourne vers la peinture en 1865 sur le conseil de Ludwig von Hagn et d'Arthur von Ramberg. Il entre donc à l'académie des beaux-arts de Munich et étudie avec Hans Makart, Fritz Schider et Franz von Lenbach.
Il fait partie de la sécession munichoise en 1892. On sent dans son œuvre l'influence de Makart et de Böcklin. Il peint avant tout des scènes d'intérieur, des scènes de genre, des portraits de dames de la bonne société, et également des tableaux à thématique religieuse. Il se déprend peu à peu du style de peinture de salon et s'inspire de l'impressionnisme, puis de l'expressionnisme.
Ses œuvres sont régulièrement reproduites dans la fameuse revue d'art bavaroise, Jugend.
Il est anobli par le régent de Bavière en 1898.
Il épouse Irene von Eichthal (1858-1890), fille du baron Karl von Eichthal.

## Illustrations

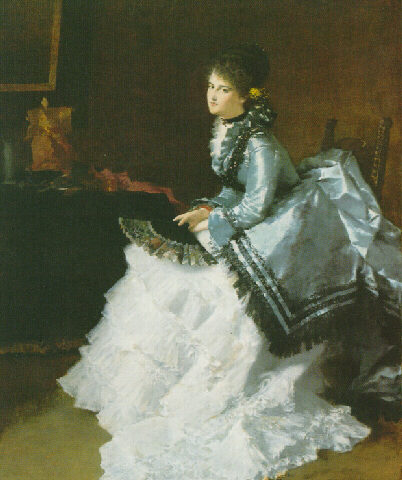
Portrait de l'actrice munichoise Mimi Cramer (1875)
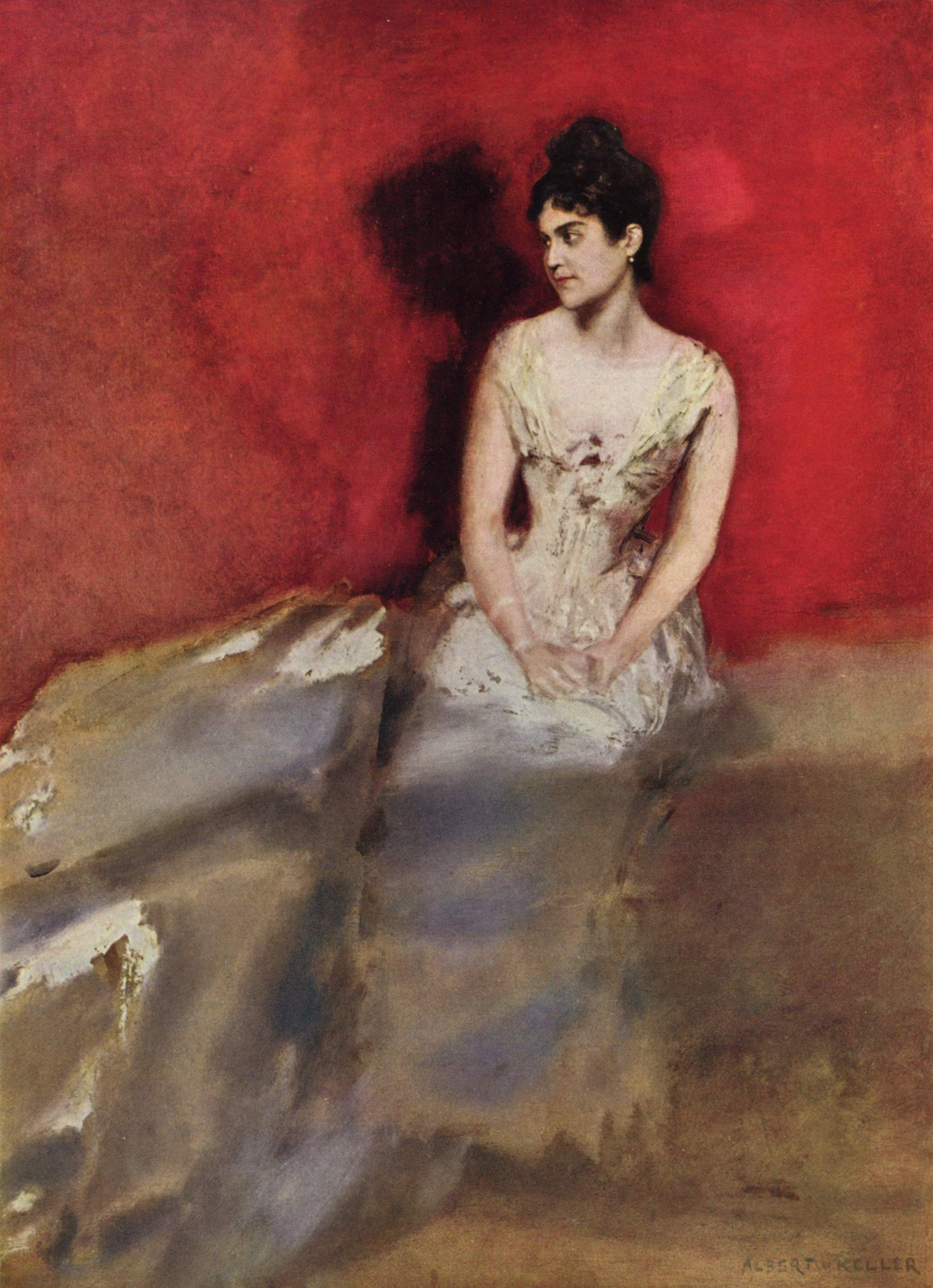
Portrait de l'épouse de l'artiste
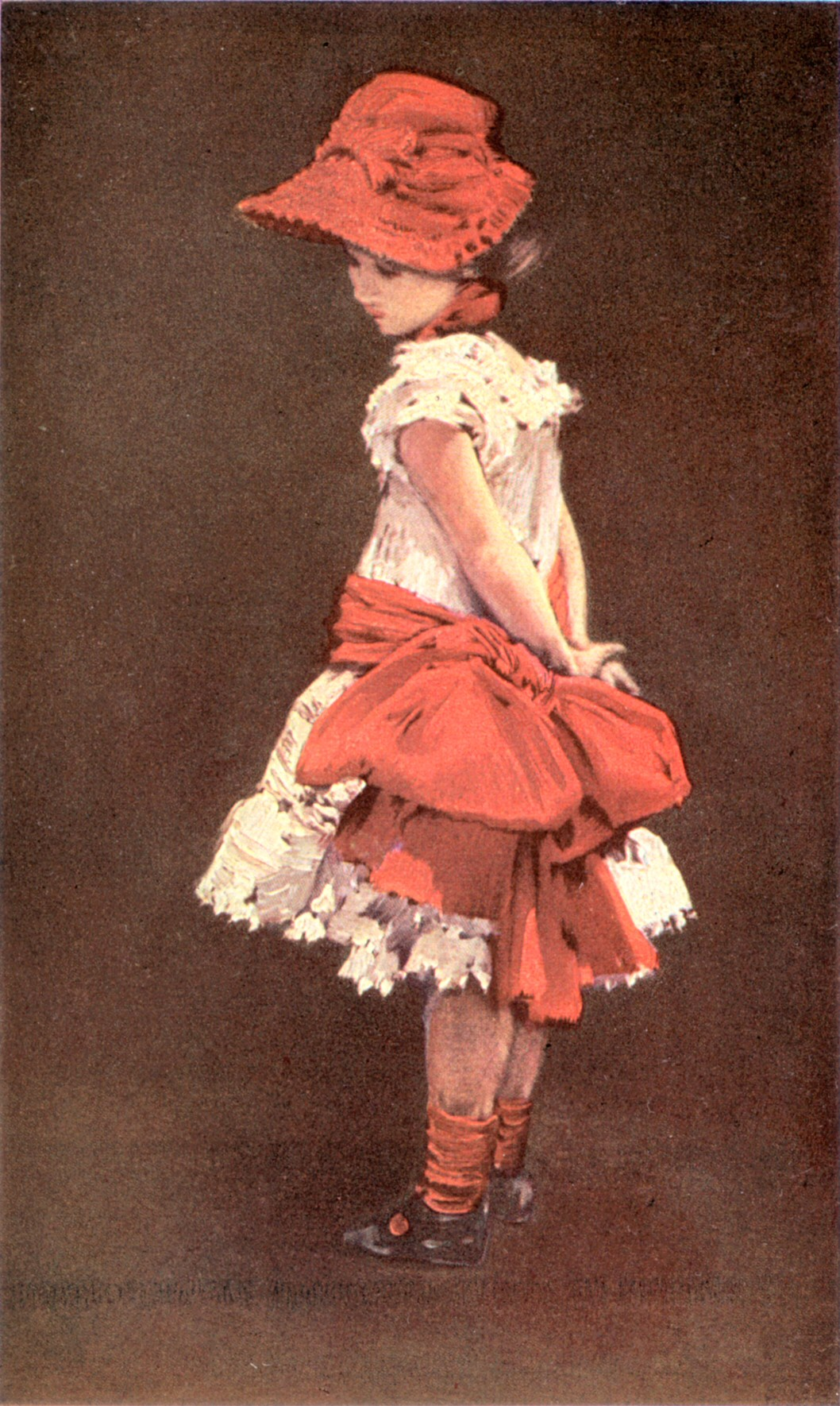
Petite parisienne (1883)
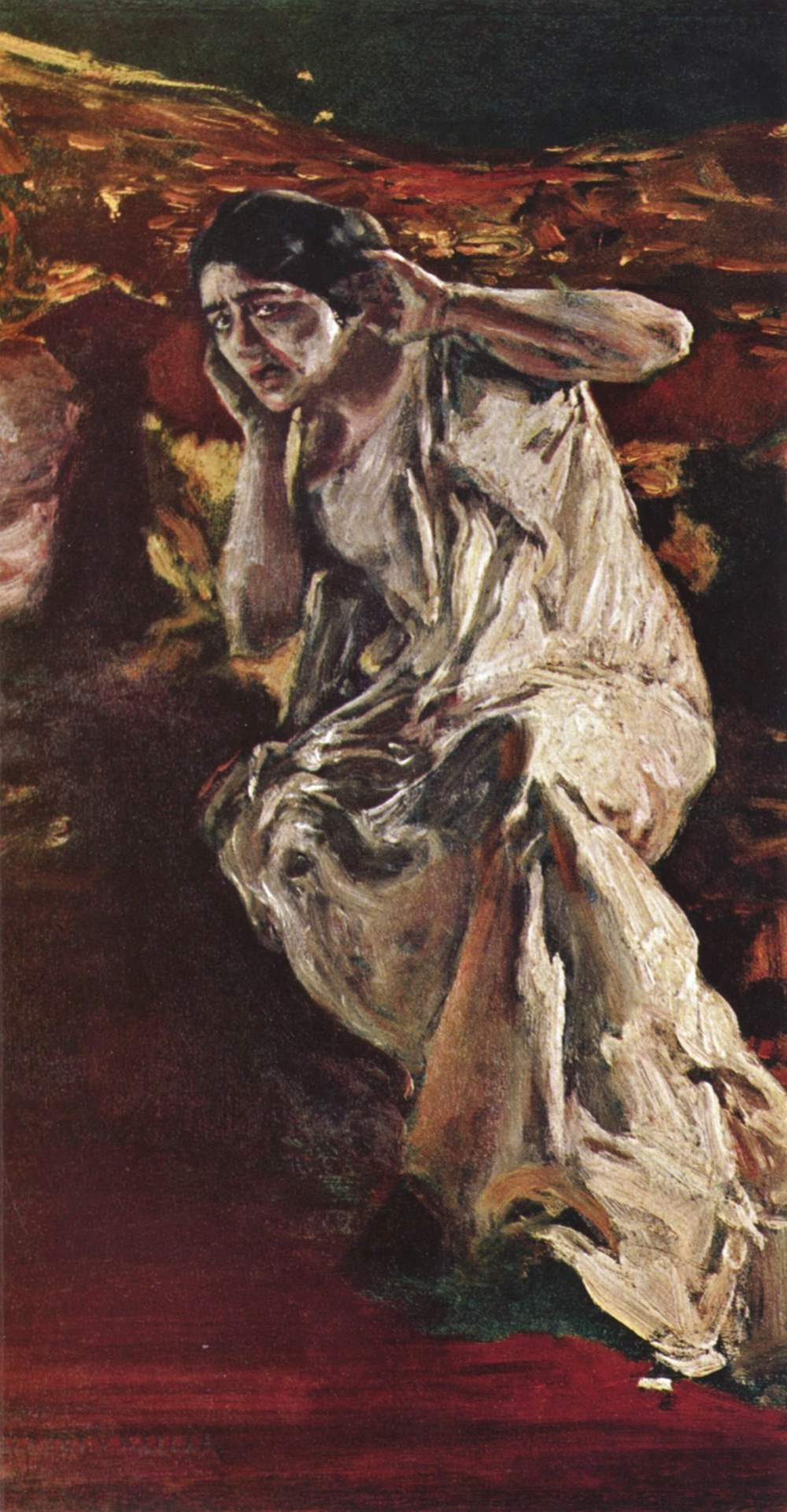
La danseuse Madeleine (1904)